# لوسی توماس
لوسی توماس (انگلیسی: Lucy Thomas؛ زادهٔ ۲۱ مارس ۲۰۰۰) بازیکن فوتبال اهل انگلستان است که در پست دروازه‌بان برای باشگاه بیرمنگام سیتی در قهرمانی زنان انگلستان بازی می‌کند.
وی در تیم‌های ملی فوتبال زیر ۱۷ سال زنان انگلستان, زیر ۲۳ سال زنان انگلستان، و زنان انگلستان بازی کرده است.